# Dendérah
Dendérah (ou Dendera, voire Dendara) est une petite ville d'Égypte, appelée Iounet durant l'Antiquité, qui est située sur la rive ouest du Nil, à environ cinq kilomètres au sud de l'actuelle Qena et à soixante-cinq kilomètres au nord de Louxor.

## Historique
| O28 | W24 · X1 |

| O28 | W24 · X1 |

| O28 | W24 · X1 |

| O28 | W24 · X1 |

| O28 | N35 · X1 | O49 |

| O28 | N35 · X1 | O49 |

| O28 | N35 · X1 | O49 |

| O28 | N35 · X1 | O49 |

| N16 · N35 | N16 · D21 · D21 | X1 · O49 |

| N16 · N35 | N16 · D21 · D21 | X1 · O49 |

| N16 · N35 | N16 · D21 · D21 | X1 · O49 |

| N16 · N35 | N16 · D21 · D21 | X1 · O49 |

La cité portait les noms en égyptien ancien de Iounet (Iwn.t), Iounet-netjeret (Iwn.t-nṯr.t) signifiant « Iounet de la déesse » et Ta-n-tareret (Tȝ-n-tȝrr(t)), signifiant « Elle a des piliers divins ». Ce dernier nom égyptien a donné naissance au nom grec de la ville : Tentyris (grec ancien : Tεvτuρὶς). L'adjectif « tentyrite » est toujours utilisé. Ce nom, par l'intermédiaire du copte ⲧⲉⲛⲧⲱⲣⲓ, a donné naissance au nom actuel Dandarah (arabe : دندرة). Pendant l'antiquité, cette ville était la capitale du 6e nome de Haute-Égypte, le nome du Crocodile (Iqr).
Des textes attesteraient de l'existence de la ville et de l'importance de ce haut lieu du culte dès l'Ancien Empire[réf. nécessaire]. C'est sous la VIe dynastie que Pépi Ier construit Dendérah, et peut-être son premier temple d'Hathor.
Le site est surtout connu pour son temple d'Hathor et son controversé « zodiaque de Dendérah ».

## Archéologie

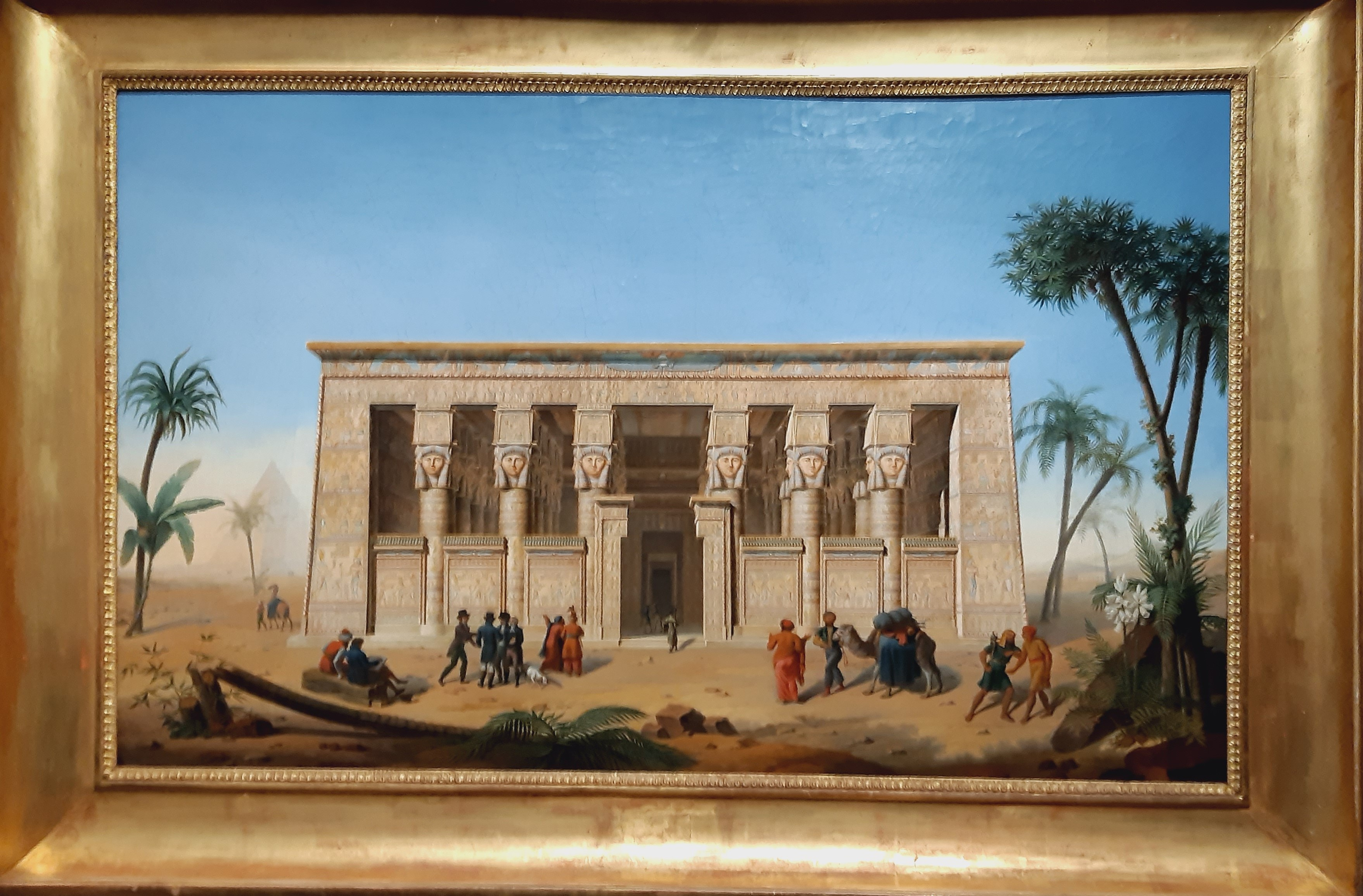
Les scientifiques de la campagne d'Égypte devant le temple de Dendérah, musée Champollion.

Dominique Vivant Denon (1747-1825), dans Voyage dans la Basse et la Haute-Égypte pendant les campagnes du général Bonaparte, Paris, P. Didot l'Aîné, an X (1801-1802), rapporte la grande impression que « Tintyra » lui a fait[réf. à confirmer].
Jean-François Champollion est présent à Dendérah en novembre 1828. Son frère Champollion-Figeac relate les faits.
Auguste Mariette (1821-1881) nous livre en 1875 une description de l'ensemble du site en introduction à son étude du temple d'Hathor(pages 23–36).

Concernant la datation, il est catégorique : « Nous verrons plus tard que Dendérah remonte par ses origines jusqu'aux plus lointaines époques de la monarchie égyptienne. Mais on ne trouvera pas dans les ruines actuelles de la ville une pierre debout qui ne soit ptolémaïque ou romaine. Il est vraisemblable que, jusque sous les Ptolémées, Tentyris posséda des édifices plus ou moins anciens, mais que ces édifices tombaient en ruines, ou bien n'étaient plus en rapport avec l'extension donnée au culte local. Le mouvement de restauration fut inauguré par Ptolémée XI [en fait Ptolémée XIII, frère et premier époux de Cléopâtre] qui fit bâtir le Grand Temple, en partie avec les matériaux des autres temples qui furent démolis. »(page 35).

## Le site
Mariette (pages 23 à 27) : « Quand on a visité Abydos et qu'on se dirige vers le sud en remontant le Nil, on aperçoit sur la rive gauche, précisément en face de Kéneh et à soixante kilomètres avant d'arriver à Thèbes, des buttes rougeâtres qui se profilent au loin sur l'horizon. Une grande porte carrée les termine à leur extrémité méridionale; on distingue de l'autre côté, la silhouette sévère d'un temple précédé d'un large portique à colonnes. Ces buttes marquent le site de la ville que les Grecs ont appelée Tεvτuρὶς et que les Égyptiens modernes nomment Dendérah ; le temple au large portique est le monument célèbre que nous allons décrire. »
« [...] si nous voulons juger de l'étendue de la ville par ses ruines, Tentyris n'a jamais dû être qu'une mince bourgade, en second lieu, que les temples et leurs dépendances y occupent une place plus considérable que la ville elle-même. On peut conclure de cette observation que Tentyris, comme Memphis, Thébes, Héliopolis, Abydos, Edfou, et toutes les villes qui présentent la même particularité, était avant tout une ville sacerdotale. Les maisons groupées autour de l'enceinte des temples ne sont plus alors que les maisons habitées par les prêtres et par le personnel, relativement nombreux, qui vivait du culte. »
Le site possède trois enceintes qui enfermaient les édifices sacrés : Toutes trois sont construites en briques crues avec portes en grès. « Deux d'entre elles sont situées au sud de la ville; la troisième, et la plus considérable, est située au nord. »
Mariette utilise l'orientation symbolique des Anciens, ainsi l'Ouest réel devient le Nord symbolique(pages 39–41).

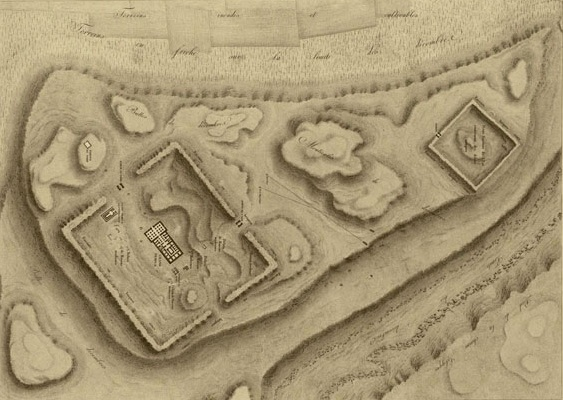
Enceinte de l'ouest et une seule enceinte de l'est (1817).
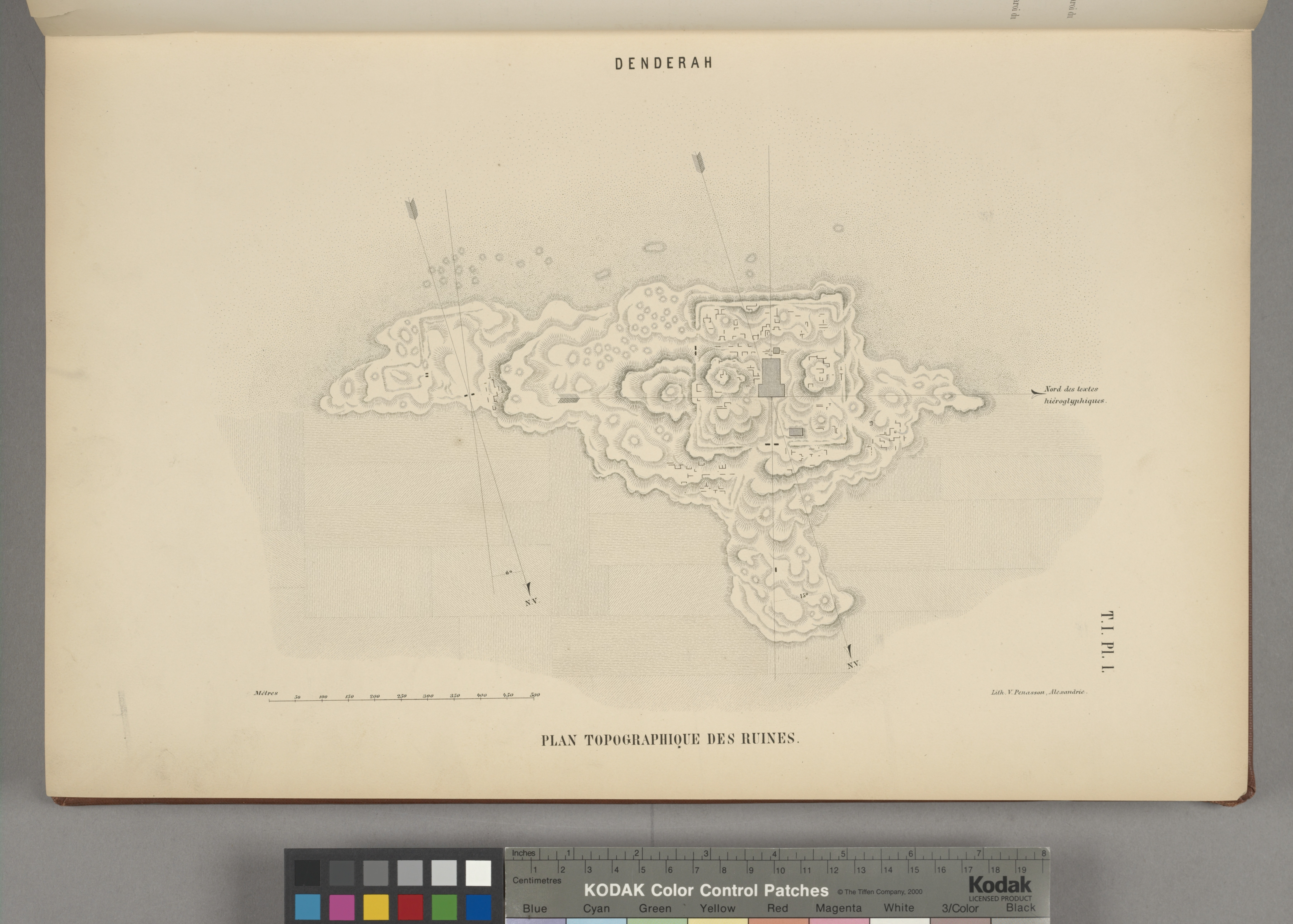
Les trois enceintes. Plan du site (avec orientations : Nord vrai et Nord des textes hiéroglyphiques (Mariette 1870).

Une reconstitution du site antique a été proposée.

## Première enceinte de l'est
À l'époque de Mariette, cette première enceinte de l'est (sud symbolique) est à peine visible. Du temple, qui a dû être « bâti en beau calcaire blanc, on n'en voit plus que les substructions. On y distingue encore quelques inscriptions d'époque grecque ou romaine, sans aucune désignation spéciale de règne. Ces inscriptions [...] sont également muettes sur les divinités auxquelles le monument était consacré ». Il postule, au vu d'autres textes, que le temple de la première enceinte était celui d'Ahi. Le temple en calcaire, qui s'élevait au milieu de la première enceinte de l'est, serait en ce cas celui que les inscriptions nomment Ha Sam-ta-ui.

## Deuxième enceinte de l'est
À l'époque de Mariette, il ne reste rien du temple de la seconde enceinte de l'est (Sud symbolique) : « Le temple est en effet démoli jusqu'à la dernière pierre ».
Il postule, au vu d'autres textes, que le temple de la seconde enceinte était celui de Hor-Sam-ta-ui. Avant qu'on ne le critique, Mariette fait bien remarquer que le temple d'Ahi s'appelle Ha Sam-ta-ui tandis que celui de Hor-Sam-ta-ui est nommé Ha Ahi.
La porte monumentale, « qu'on aperçoit de loin dans la plaine, était placée à la face est [symbolique] de cette enceinte. Elle est couverte à l'intérieur et à l'extérieur de tableaux d'adoration. Antonin et Marc-Aurèle y sont seuls nommés ».

## Enceinte de l'ouest
Mariette : « L'enceinte du nord [symbolique] mérite une plus longue attention ». Il nous donne une description de l'enceinte : « Elle a 280 mètres de largeur sur ses côtés est et ouest, 290 mètres dans l'autre sens. À l'exception des deux portes d'entrée qui sont en grès, elle est construite tout entière en grosses briques crues. Ses murailles sont à surface lisse, sans ornement d'aucune sorte, même sans crépissage. Elles n'ont pas moins de 10 mètres de hauteur, sur une épaisseur à la base qui varie entre 10 et 12. Vue du dehors, l'enceinte devait se présenter comme une sorte de haute fortification aux longs murs symétriquement alignés »(page 27).
L'archéologue et illustrateur Jean-Claude Golvin a reconstitué cette enceinte dans l'un de ses dessins.
Le mur d'enceinte est composé de sections alternativement concaves et convexes.

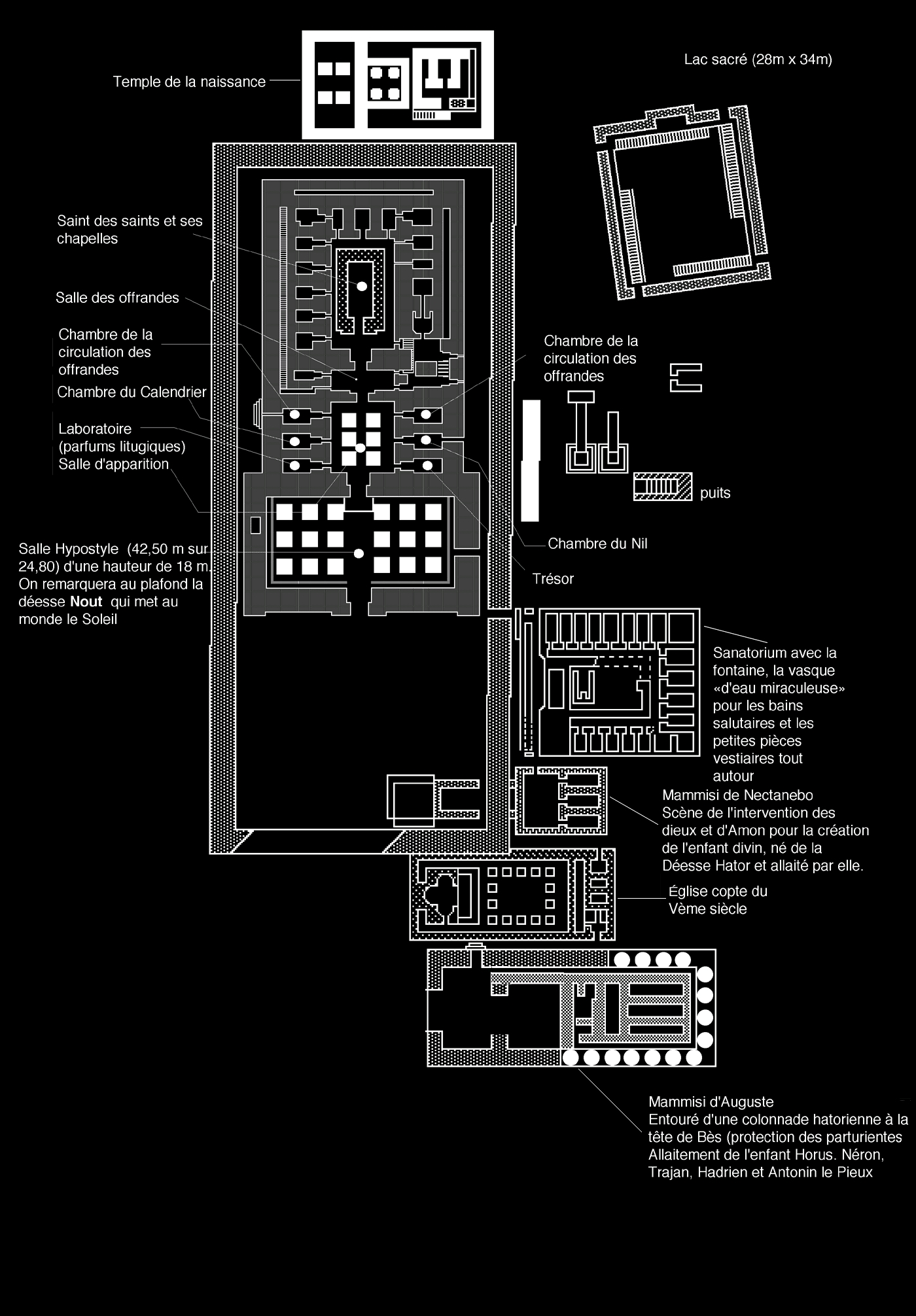
Complexe de Dendérah.
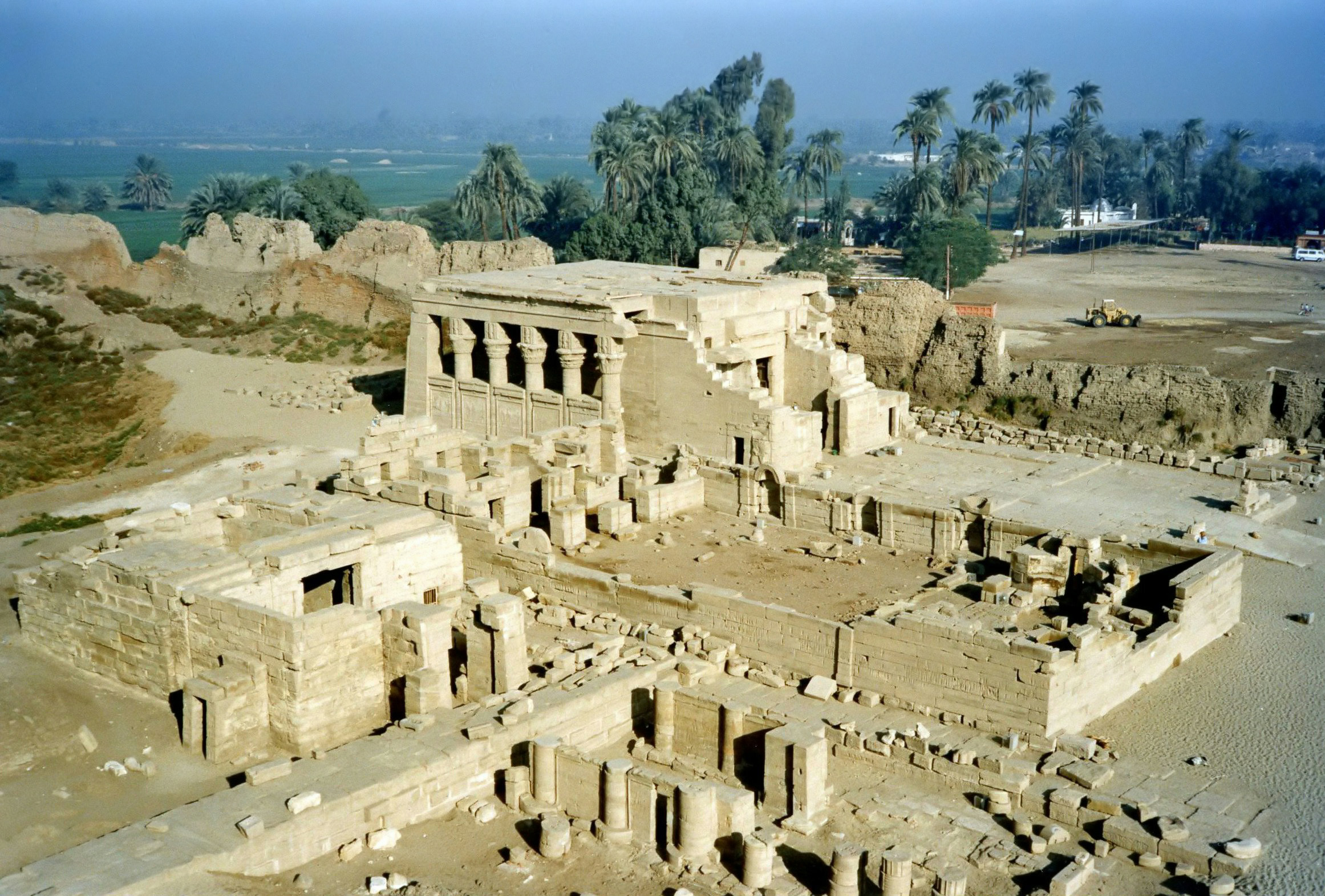
Dendérah (de gauche à droite) : le mammisi de Nectanébo, l'église chrétienne, le mammisi romain.
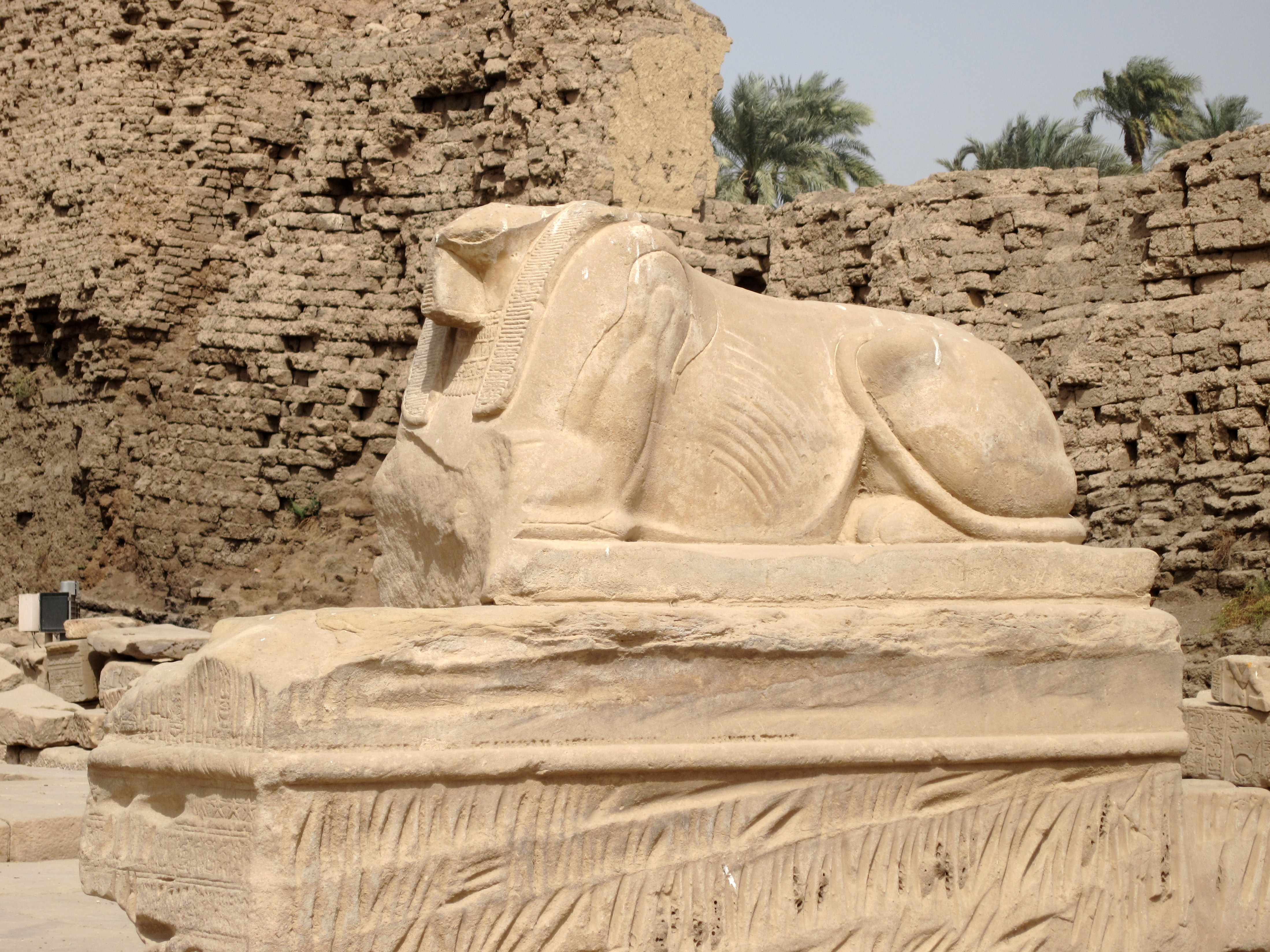
Sphynx et mur de brique crue aux assises alternativement concaves et convexes.

### La grande porte
La grande porte fut construite sous les règnes des empereurs romains Domitien et Trajan.

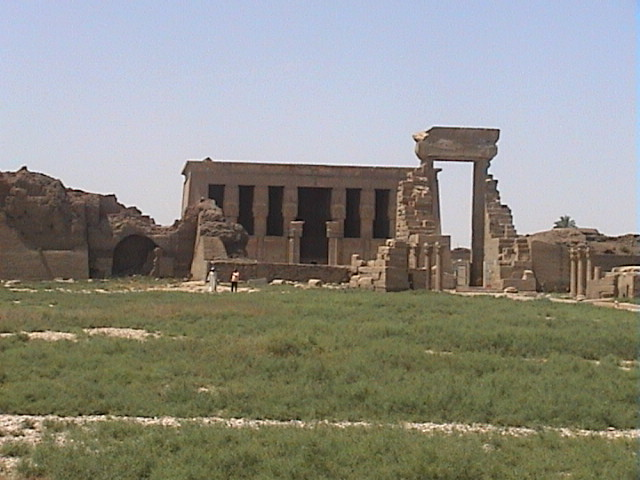
Parvis du temple et grande porte.
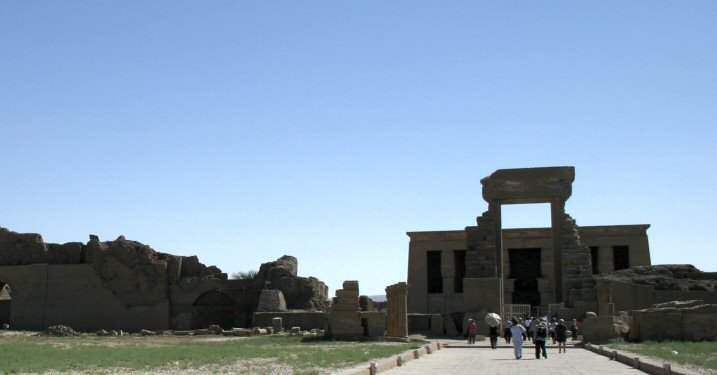
Accès au temple, entrée.

### Le temple d'Hathor
Un mur, entourant le seul temple d'Hathor, a été construit sous le règne de l'empereur romain Néron.

### Les deux mammisi
Ces deux mammisi sont de petits temples commémorant la naissance d'Ihi, le fils d'Isis)[réf. nécessaire].
Le plus ancien remonte au règne de Nectanébo Ier (XXXe dynastie) et a été achevé sous les Ptolémées, tandis que l'autre est d'époque romaine, décoré de bas-reliefs illustrant Hathor allaitant Pharaon[réf. nécessaire].
Le mot mammisi a été inventé par Jean-François Champollion (1829) à partir d'un mot copte signifiant « lieu de naissance ». Mariette nous en rappelle la définition donnée par Champollion (Lettres écrites d'Egypte et de Nubie, page 159, 2e édit.) : « un des petits temples. nommés Mammisi (lieu d'accouchement), que l'on construisait toujours à côté de tous les grands temples où une triade était adorée ; c'était l'image de la demeure céleste où la déesse avait enfanté le troisième personnage de la triade » (page 29).

#### Le mammisi d'Auguste
Il est situé à droite en entrant dans l'enceinte par la grande porte. Ce mammisi a été fondé par Auguste (il n'a laissé ses cartouches que sur une partie de la salle du fond).

Par la suite, le mammisi a été successivement décoré par Trajan, Adrien, Antonin, et, finalement, n'a pas été achevé.
Les inscriptions le nomment « le lieu de l'accouchement » ou « de la naissance ». Quelques textes le nomment « la maison de la fête », « la maison cachée », « la maison de la nourrice ». La salle principale est nommée « la maison du repos ».

Mariette précise que « le nom de Typhonium donné à ce temple par les auteurs du grand ouvrage de la Commission d'Égypte (tome III, p. 298) est fautif, comme le serait celui de « Temple de Bès ». Les images monstrueuses de Typhon, ou plutôt de Bès ne figurent dans le temple qu'à titre d'ornements ou de symboles » (page 29).
Une statuette de Pépi Ier a été retrouvée dans les ruines.

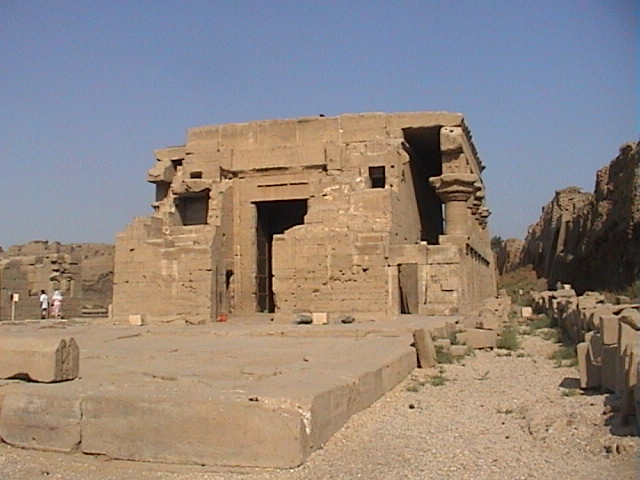
Mammisi romain.
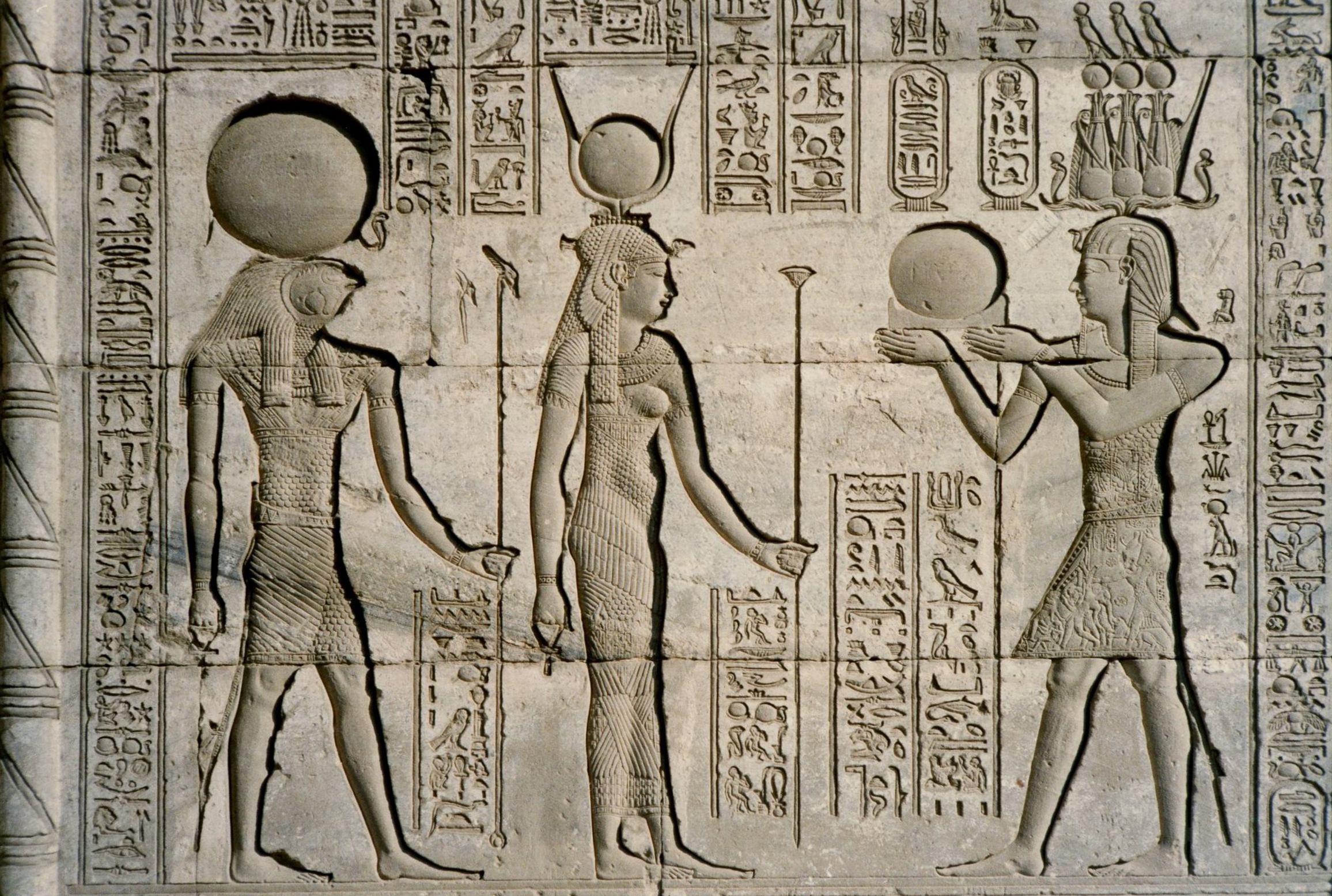
Bas-relief représentant Horus, Hathor et Trajan.
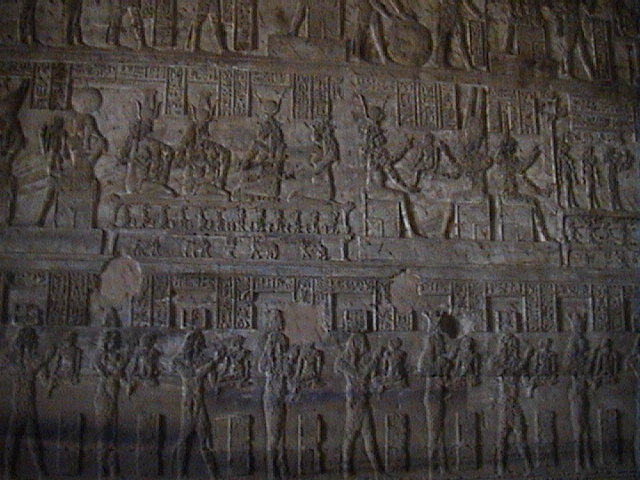
Mammisi romain : salle de la naissance divine.

#### L'église copte
À l'époque chrétienne, une église copte fut construite (probablement au Ve siècle[réf. nécessaire]) entre le mammisi d'Auguste et celui de Nectanébo.

### Le dieu Bès
La statue du dieu Bès est dans la cour du temple, à droite de la grande porte. Les femmes enceintes se tournaient vers lui pour espérer un accouchement sans problème.

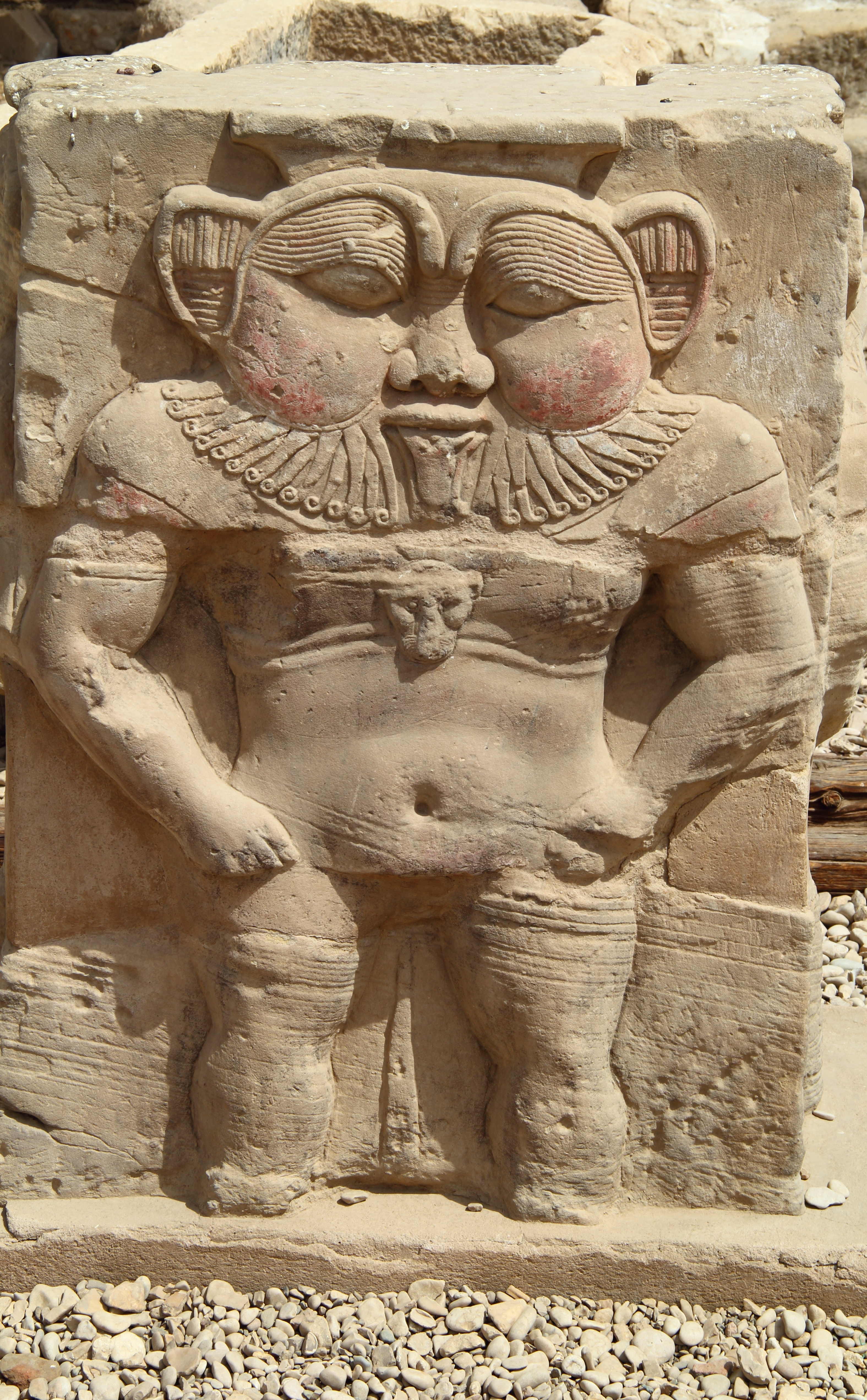
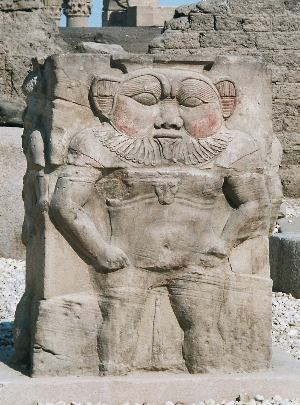

### Le sanatorium
Les malades y étaient soignés selon les indications des prêtres de la déesse[réf. nécessaire].

### Le lac sacré
Un lac sacré servait aux ablutions du clergé et à la célébration des mystères rattachés à la mort et à la résurrection d'Osiris[réf. nécessaire].
C'est à proximité de ce lac qu'un trésor d'orfèvrerie a été mis au jour. Il est aujourd'hui conservé en partie au Musée égyptien du Caire et en partie au Musée du Louvre[réf. nécessaire].

### Le temple d'Isis
Le « temple de la naissance d'Isis » est à l'arrière (au sud) du temple d'Hathor. Il a été construit et décoré par l'empereur Auguste. Strabon (Géog, III, 17), d'accord avec les textes hiéroglyphiques, nous apprend qu'il est dédié à Isis.
Les inscriptions le nomme tantôt « le Sabti de Dendérah », tantôt « le Sabti-nuter ». Il semble être aussi appelé Hat-t-nohem (page 29-30).
Les textes le considèrent comme le lieu de naissance de la déesse Isis. Cette naissance est racontée sur un des murs intérieurs : « En ce beau jour de la nuit de l'enfant dans son berceau et de la grande panégyrie de l'équilibre du monde, Isis naquit dans le [temple d'Isis] de Dendérah, d'Apet, la grande du temple d'Apet, sous la forme d'une femme noire et rouge. Elle fut appelée Num-Ankhet et Bener-Meri-t par sa mère, après que celle-ci l'eût vu. »
Deux autres inscriptions précisent son emplacement :
- Dédicace du temple d'Isis : « Que vive l'Horus femelle, la jeune, la fille de Hak (Seb), Isis la grande mère, celle qui est née à Dendérah à la nuit de l'enfant dans son berceau, à l'ouest du temple de Dendérah ». Cet Ouest est symbolique ; il s'agit du Sud vrai.
- Inscription de la crypte no 9 du temple d'Hathor : « Isis naquit dans l'Aa-ta. Ce lieu est au nord-ouest du temple d'Hathor. Sa façade est tournée vers l'est ». Ces Nord-Ouest et Est sont symboliques ; il s'agit des Sud-Ouest et Nord vrais.

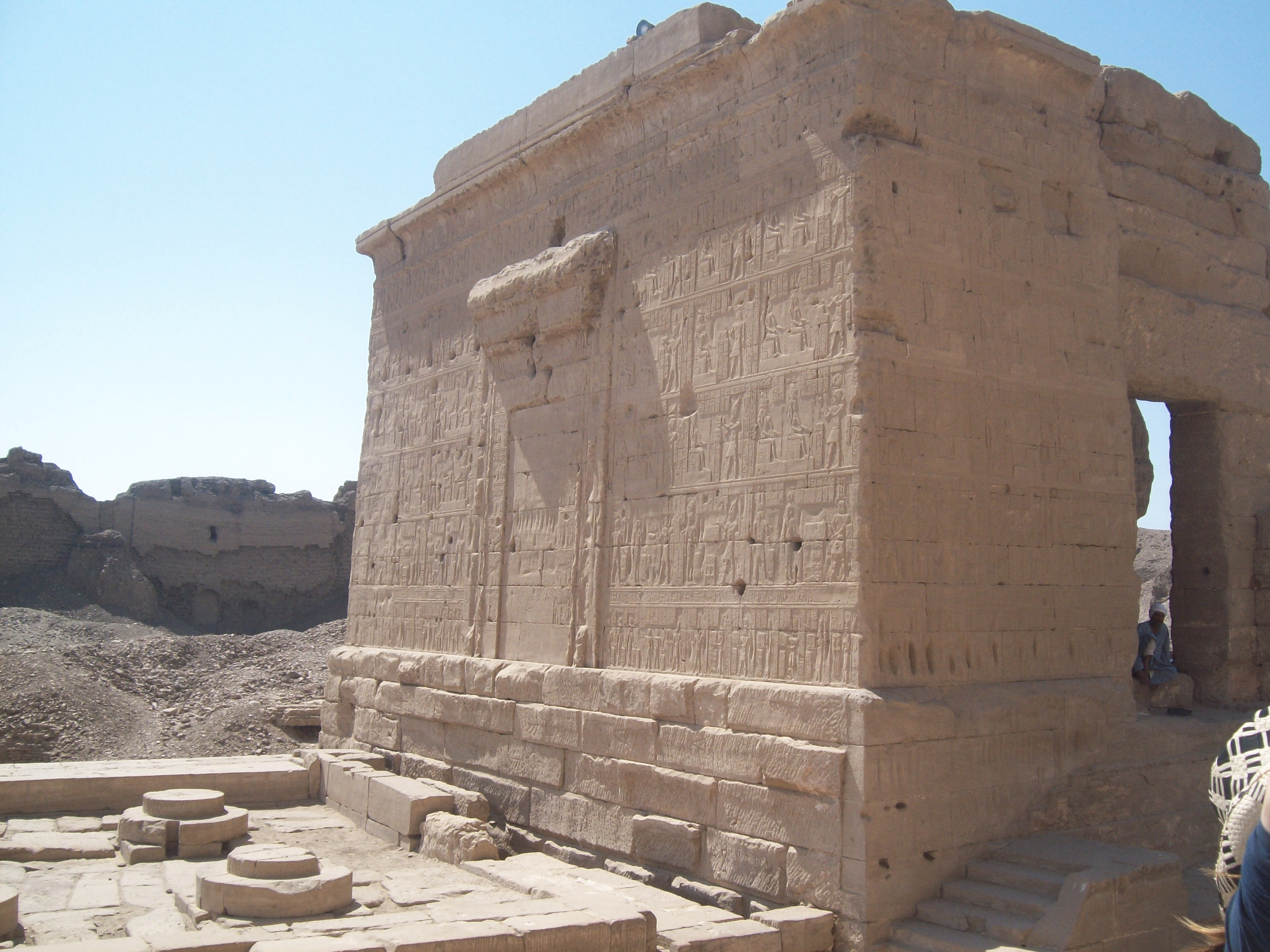
Temple de la naissance d'Isis.

### La porte de l'est
L'avenue qui en part mène au temple d'Isis (à l'arrière du temple d'Hathor).

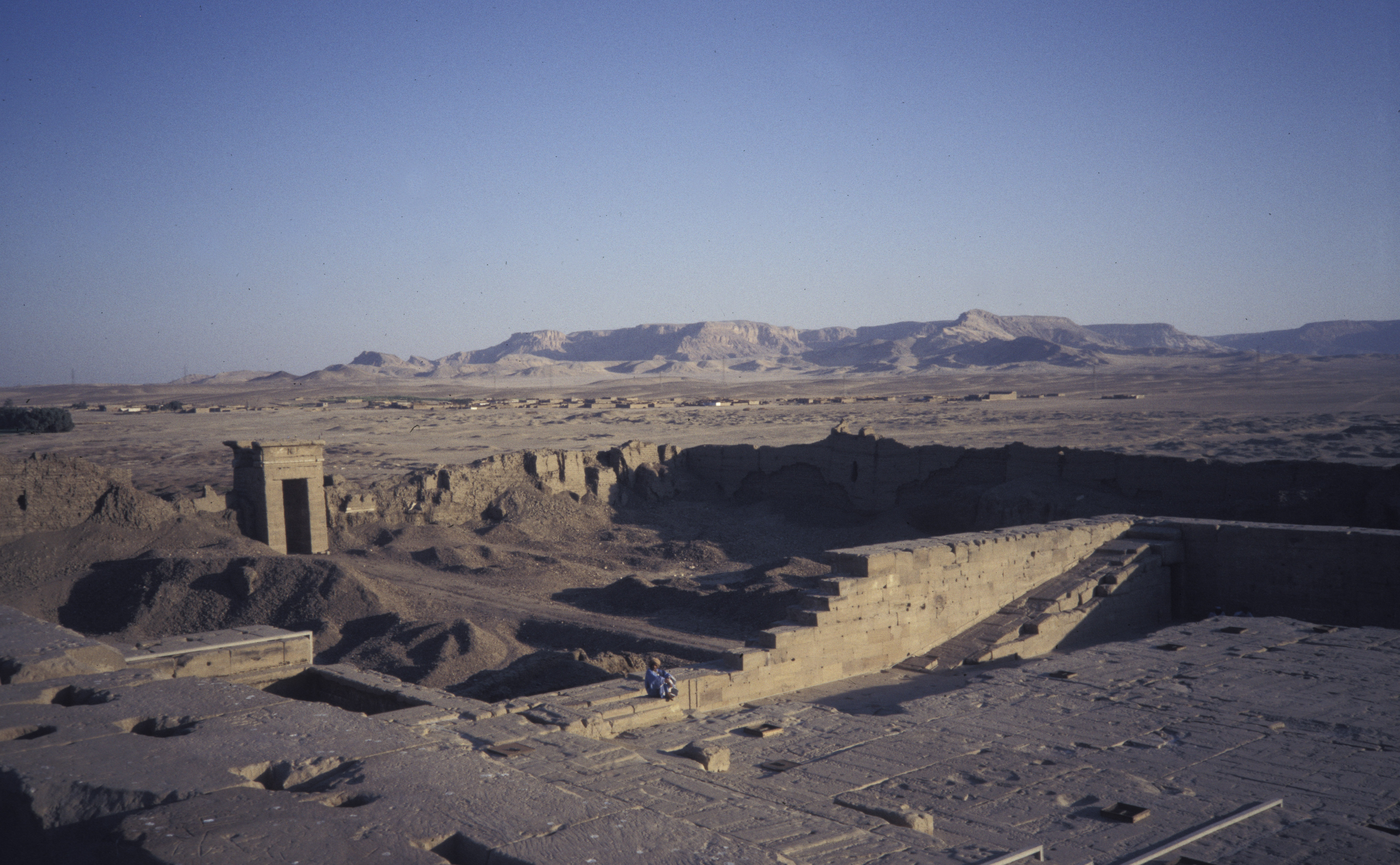
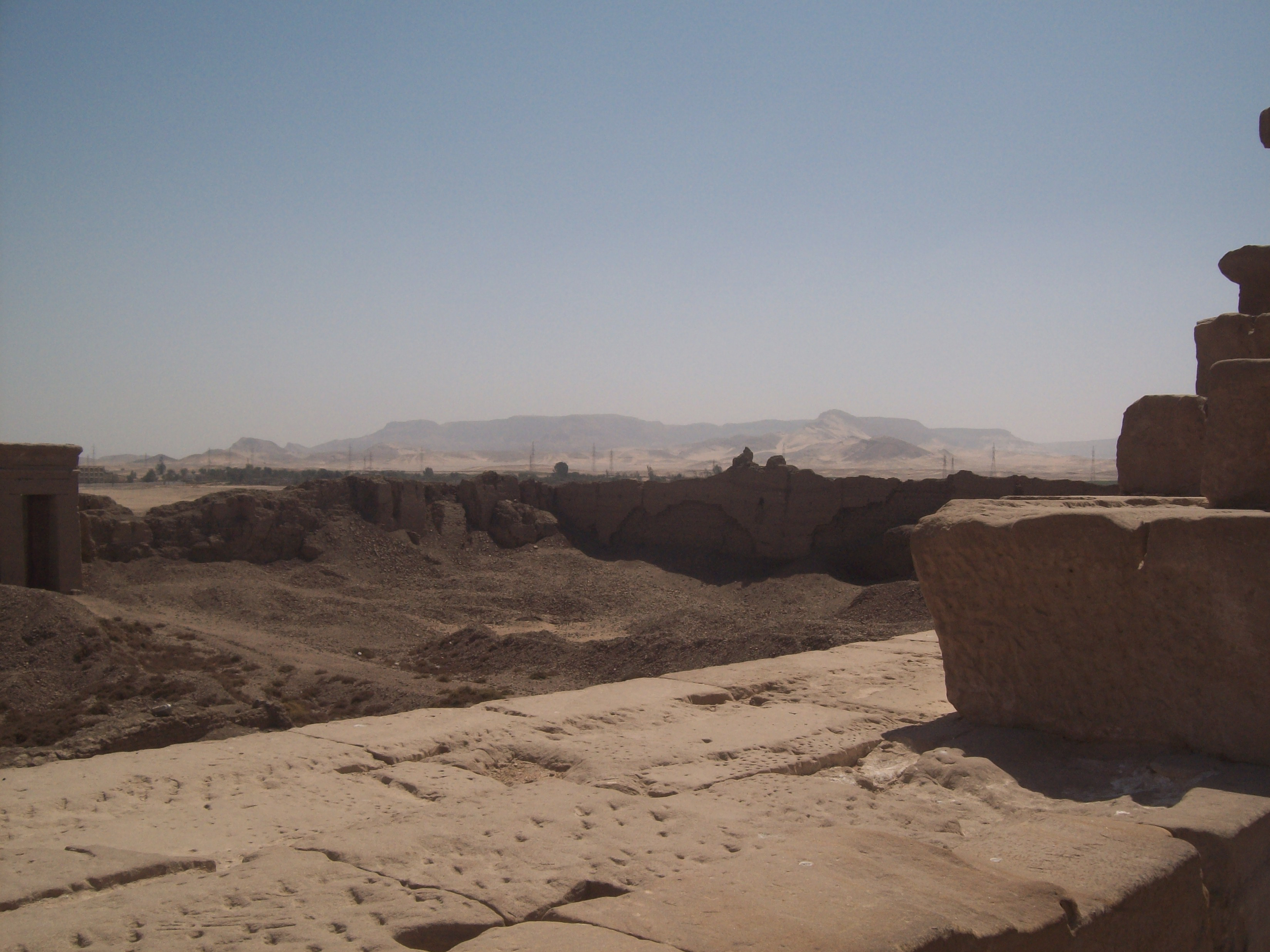

## La nécropole
La nécropole de la cité abriterait des tombeaux creusés entre l'époque prédynastique et la fin de l'Ancien Empire[réf. nécessaire].
Mariette (avant 1875) ne l'a pas étudiée : « Tous ceux qui visitent les ruines d'une ville égyptienne se préoccupent de la nécropole. La nécropole ne se révèle à Dendérah par aucun signe extérieur certain. Cette partie intéressante de la ville a, en effet, échappé jusqu'ici à toutes les recherches. Wilkinson (Modern Egypt and Thebes, tome II, p. 125) a signalé des hypogées situés dans la montagne, à deux milles environ au sud-ouest de la ville. Je les ai vainement cherchés. » (pages 34–35).
- Certaines inscriptions mentionnent la nécropole et l'appellent Kha-ta (II, 20 ; III, 78 ; f. Conf. J. de Rougé, Textes géogr., p. 20).
- « les processions qui se rendent dans la nécropole pour la cérémonie nommée « l'aspersion des morts » passent par le temple d'Hor-Sam-ta-ui, comme s'il en était voisin (fêtes du 10 Thoth et du 30 Paophi. Voyez le calendrier des fêtes, I, 62). C'est donc au sud de la ville, et aux abords de la deuxième enceinte, vers le désert, que, selon toute probabilité, la nécropole devait exister. À la vérité, le terrain n'a rien de l'aspect extérieur qui rend les nécropoles égyptiennes toujours si reconnaissables. Peut-être, cependant, pourrait-on faire de ce côté une tentative qui, je l'espère, ne serait point infructueuse. »